# إيرني باركس
إيرني باركس هو لاعب هوكي الجليد كندي، ولد في 4 نوفمبر 1894 في فيكتوريا في كندا، وتوفي في 9 يوليو 1948.

## وصلات خارجية
- إيرني باركس على موقع دوري الهوكي الوطني (الإنجليزية)
- إيرني باركس على موقع قاعة مشاهير الهوكي (لاعب أن.إتش.أل) (الإنجليزية)
- إيرني باركس على موقع EliteProspects.com (الإنجليزية)
- إيرني باركس على موقع HockeyDB.com (الإنجليزية)
- إيرني باركس على موقع Hockey-Reference.com (الإنجليزية)